# Red River
 Ikke at forveksle med Red River of the North.
Red River of the South er en biflod fra højre til Mississippifloden i USA. Den er 2.189 km lang, med et afvandingsområde på 169.890 km².
Den har sit udspring i «Texas Panhandle», og løber derfra mod øst. Red River danner over en lang strækning grænse mellem delstaterne Oklahoma og Texas, og over en kortere del også mellem Arkansas og Texas. Floden svinger så mod syd og senere sydøst og løber ind i Louisiana, og munder ud i Atchafalaya og Mississippi omkring 70 kilometer nordvest for Baton Rouge. Floden har navnet efter den rødlige jord, som findes i afvandingsområdet.

## Historie
Store dele af floden var oprindelig ikke sejlbar i Louisiana på grund af en enorm samling af døde træer kaldet «the Great Raft», som blokerede floden over en strækning på op til 260 kilometer. Kaptajn Henry Miller Shreve ryddede op i træspærringerne i 1839, og floden var derefter sejlbar for mindre fartøjer mod nord til Natchitoches.
To broer over floden var i 1931 genstand for Red River Bridge-konflikten mellem Texas og Oklahoma.